# Maurice-François de Saxe-Altenbourg
Maurice François de Saxe-Altenbourg, duc de Saxe-Altenbourg (24 octobre 1829 - 13 mai 1907) est un membre de la famille ducale de Saxe-Altenbourg.

## Biographie
Le 26 avril 1851, il s'engage dans l'armée prussienne et devient sous-lieutenant dans le régiment de hussards du Corps de la Garde à Potsdam. Maurice François de Saxe-Altenbourg est nommé le 22 mars 1895 général de cavalerie dans l'armée prussienne. Il appartient à la quatrième branche, elle-même issue de la seconde branche de la Maison de Wettin. La Maison ducale de Saxe-Altenburg appartient à la branche Ernestine fondée par Ernest de Saxe. Maurice François de Saxe-Altenbourg appartient à la seconde lignée de Saxe-Altenbourg (éteinte en 1991), la première lignée de Saxe-Altenbourg appartient à la première branche et s'éteignit en 1672.

## Famille
Il épouse, le 15 octobre 1862 à Meiningen, la duchesse Augusta de Saxe-Meiningen (1843-1919), fille du duc Bernard II de Saxe-Meiningen et de la duchesse Marie-Frédérique de Hesse-Cassel. Ils ont cinq enfants.
- Marie-Anne de Saxe-Altenbourg (14 mars 1864 - 3 mai 1918) épouse le prince Georges de Schaumbourg-Lippe (10 octobre 1846 - 29 avril 1911), dont descendance ;
- Élisabeth de Saxe-Altenbourg (25 janvier 1865 - 24 mars 1927) épouse le grand-duc Constantin de Russie (22 août 1858 - 15 juin 1915), dont descendance ;
- Marguerite de Saxe-Altenbourg (22 mai 1867 - 17 juin 1882), célibataire, sans enfants ;
- Ernest II de Saxe-Altenbourg, 5e duc de Saxe-Altenbourg (31 août 1871 - 22 mars 1955) épouse en premières noces la princesse Adélaïde de Schaumbourg-Lippe (22 septembre 1875 - 27 janvier 1971), dont descendance, puis épouse en secondes noces Maria Triebel (16 octobre 1893 - 28 février 1957), sans descendance ;
- Louise-Charlotte de Saxe-Altenbourg (11 août 1873 - 14 avril 1953) épouse le duc Édouard d'Anhalt (18 avril 1861 - 13 septembre 1918), dont descendance.

## Distinctions

### Décorations allemandes

#### Duché d'Anhalt
- Grand-croix de l'Ordre d'Albert l'Ours (28 avril 1853)

#### Duché de Brunswick
- Grand-croix de l'Ordre d'Henri le Lion

#### Royaume de Hanovre
- Grand-croix de l'Ordre royal des Guelfes (1852)
- Grand-croix de l'Ordre d'Ernest-Auguste

#### Grand-duché de Mecklembourg-Schwerin
- Grand-croix de l'Ordre de la Couronne de Wende

#### Grand-duché d'Oldenbourg
- Grand-croix de l'Ordre du Mérite du duc Pierre-Frédéric-Louis (9 février 1852)

### Royaume de Prusse
- Grand-croix de l'Ordre de l'Aigle Rouge (18 octobre 1861)
- Croix de fer (2e classe) (1870)
- Médaille de la Croix-Rouge (1re classe) (27 janvier 1899)

#### Royaume de Saxe
- Chevalier de l'Ordre de la Couronne de Saxe (1848)

#### Duché de Saxe-Altenbourg
- Grand-croix de l'Ordre de la Maison ernestine de Saxe (1847)

#### Grand-duché de Saxe-Weimar-Eisenach
- Grand-croix de l'Ordre du Faucon blanc (4 février 1851)

#### Principauté de Schaumbourg-Lippe
- Grand-croix de l'Ordre de la Maison de Lippe
- Médaille de la Croix-Rouge (1re classe)

### Décorations étrangères

#### Royaume de Grèce
- Grand-croix de l'Ordre du Rédempteur

#### Empire russe
- Chevalier de l'Ordre de Saint-André